# Sarpa

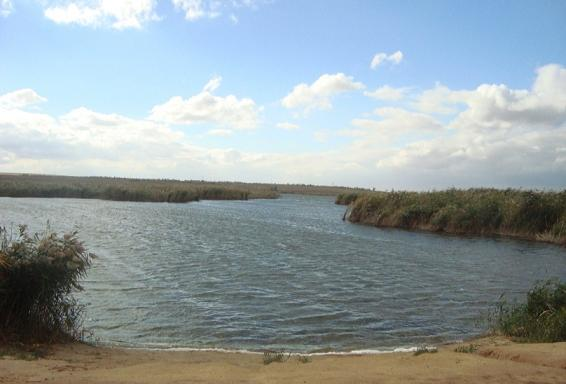
See der Sarpa

Die Sarpa ist ein rechter Nebenfluss der Wolga. Der 160 km lange Fluss entspringt in Mooren und fließt in nördlicher Richtung zwischen der Wolga und dem Manytsch. Östlich entlang der Jergenihügel, der Wasserscheide zwischen Kaspischem und Asowschem Meer, bildet er mehrere Salzseen.
An seiner Mündung siedelten von 1765 bis 1892 Herrnhuter.